# Saratov-Airlines-Flug 703

Flugroute des Saratov Airlines Fluges 703

Auf dem Saratov-Airlines-Flug 703 (Flugnummer: 6W703) stürzte am 11. Februar 2018 sieben Minuten nach dem Abflug von Moskau-Domodedowo nach Orsk ein Flugzeug des Typs Antonow An-148-100W bei dem Dorf Stepanowskoje (Rajon Ramenski) in der Oblast Moskau ab. An Bord befanden sich 71 Personen: 65 Passagiere und sechs Besatzungsmitglieder. Es gab keine Überlebenden.

## Flugverlauf
Das Flugzeug startete um 14:21 Uhr Ortszeit (11:21 Uhr UTC) auf dem Flughafen Domodedowo. Gegen 14:27 Uhr Ortszeit brach die Kommunikation ab, es gab keinen Notruf der Besatzung und das Flugzeug verschwand vom Radar. Das Flugzeug schlug intakt und nicht brennend auf. Dies wurde vom zwischenstaatlichen Luftfahrtkomitee MAK anhand der aufgefundenen Trümmer festgestellt.

## Bergung

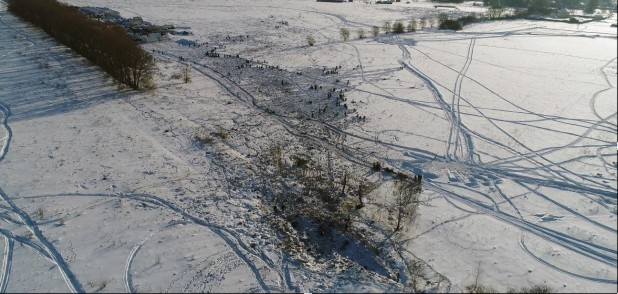
Luftbild der Absturzstelle

Rettungskräfte waren gegen 16 Uhr Ortszeit an der Absturzstelle, etwa einen Kilometer westlich des Dorfes Stepanowskoje. Die Trümmer der An-148 waren über eine große Fläche verteilt, „wie bei einer Explosion in der Luft“. Beide Flugschreiber konnten geborgen werden.

## Unfalluntersuchung
Die MAK gab am 13. Februar 2018 nach der ersten Auswertung des Flugdatenschreibers bekannt, dass die Heizung der drei Staudrucksonden (Pitot-Rohre) abgeschaltet war und dies zur Vereisung einer oder mehrerer Sonden führte. Über die Staudrucksonden wird die Fluggeschwindigkeit erfasst. Eine Verstopfung der Sonden führt zu fehlerhaften Angaben, weil zwar der Staudruck entfällt, sich aber die im Rohr eingeschlossene Luft mit zunehmender Flughöhe infolge des sinkenden statischen Drucks ausdehnt. Die fehlerhaften Werte werden an die Instrumente im Cockpit weitergeleitet. Zunächst wurde fälschlich davon ausgegangen, dass die Maschine ihre Geschwindigkeit und Flughöhe vor dem Absturz mehrfach abrupt verändert hatte.
Infolge der Vereisung ergab sich während des Steigflugs eine zunehmende Diskrepanz in den zwei aktiven Cockpitinstrumenten, in denen die Geschwindigkeit angezeigt wurde. Ein drittes Anzeigegerät war abgeschaltet. Zweieinhalb Minuten nach dem Abheben durchflog die Maschine eine Höhe von 1300 Meter, wobei ein Alarmsignal ertönte, das die Piloten auf die unterschiedlichen Werte hinwies. Zu diesem Zeitpunkt betrug die angezeigte Geschwindigkeitsdifferenz in den zwei Instrumenten etwa 15 Knoten, bei einer Fluggeschwindigkeit von 250 KIAS (knots indicated airspeed). Im weiteren Steigflug sank die angezeigte Geschwindigkeit am Platz des Flugkapitäns (Gerät 1) fortwährend, während sie sich am Platz des Kopiloten (Gerät 3) laufend erhöhte, bis sie dort in einer Flughöhe von rund 2000 Meter einen Maximalwert von fast 300 KIAS erreichte. Die Besatzung deaktivierte daraufhin den Autopiloten und steuerte das Flugzeug manuell. Im Gegensatz zur Darstellung am Platz des Kopiloten (Gerät 3) reduzierte sich die wahre Fluggeschwindigkeit der Maschine danach kontinuierlich. Die angezeigte Geschwindigkeit am Platz des Flugkapitäns (Gerät 1) wies 50 Sekunden nach Abschaltung des Autopiloten einen Wert von 0 KIAS auf. Gleichzeitig sank nun auch der Wert im zweiten Anzeigegerät sprunghaft auf 108 KIAS herab. Zu diesem Zeitpunkt wirkten Kräfte von bis zu 1,5g auf das Flugzeug ein. Unmittelbar darauf sackte die Flugzeugnase ab, so dass die Maschine mit einer negativen Längsneigung von 30 Grad, die bis zum Aufprall beibehalten wurde, rapide an Höhe verlor.
Ende Juni 2018 wurde vom MAK der offizielle Unfalluntersuchungsbericht veröffentlicht. Ursächlich war demnach die Vereisung des Pitotrohres durch die nicht eingeschaltete Heizung.

## Passagiere
Von den an Bord befindlichen Personen waren 69 russische sowie je ein aserbaidschanischer und Schweizer Staatsangehöriger.
| Nationalität  | Anzahl |
| ------------- | ------ |
| Russland      | 69     |
| Aserbaidschan | 01     |
| Schweiz       | 01     |
| Gesamt        | 71     |

## Konsequenzen
Die Fluggesellschaft änderte im April 2018 ihren Markennamen in Ivolga Airlines (benannt nach dem russischen Wort für Pirol), der Name des Unternehmens blieb aber Saratov Airlines. Am 30. Mai 2018 wurde für Saratov Airlines ein Flugverbot ausgesprochen.
Im Laufe der Untersuchung wurde 64 Piloten, welche die Ausbildung wie der Kopilot von Flug 703 in Tscheljabinsk absolviert hatten, aufgrund von fehlenden Zertifikaten der Ausbildungsstätte die Lizenz entzogen.

## Ähnliche Ereignisse
- Northwest-Airlines-Flug 6231 mit einer Boeing 727 am 1. Dezember 1974
- Alas-Nacionales-Flug 301 mit einer Boeing 757 am 6. Februar 1996
- Aeroperú-Flug 603 mit einer Boeing 757 am 2. Oktober 1996
- Austral-Líneas-Aéreas-Flug 2553 mit einer Douglas DC-9 am 10. Oktober 1997
- Air-France-Flug 447 mit einem Airbus A330 am 1. Juni 2009
- Air-Algérie-Flug 5017 mit einer McDonnell Douglas MD-83 am 24. Juli 2014